# Punta Gorda (Belice)
Punta Gorda es un pequeño puerto de Belice, es la capital y ciudad principal del distrito de Toledo. Cuenta con una población de 4500 habitantes aproximadamente.
Está ubicada a aproximadamente 160 kilómetros de la ciudad de Belice. Sus habitantes en su mayoría hablan inglés, garífuna e idiomas indígenas. El muelle público está el centro del pueblo y tiene muy cerca las oficinas de Migración y aduanas. 
El sur de Belice cerca de Punta Gorda tiene un bosque tropical, montañas, ríos, arrecifes de coral y villas mayas. El arrecife está a 55 km desde tierra firme. Existen áreas protegidas que han sido declaradas reservas naturales.
Se localiza geográficamente entre los 16º06' N y los 88º48' W.

## Galeria

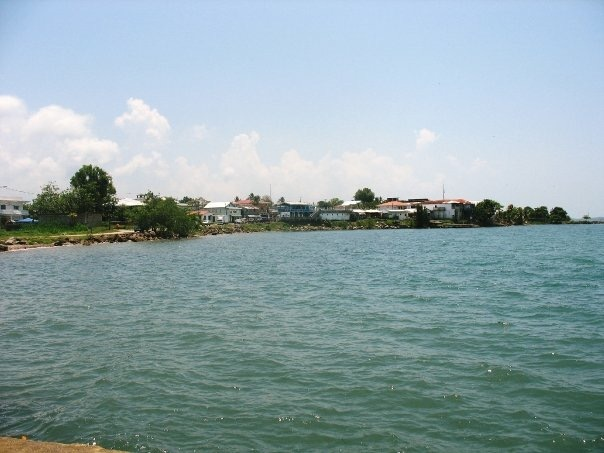
Punta Gorda Town from Fisherman's Pier.
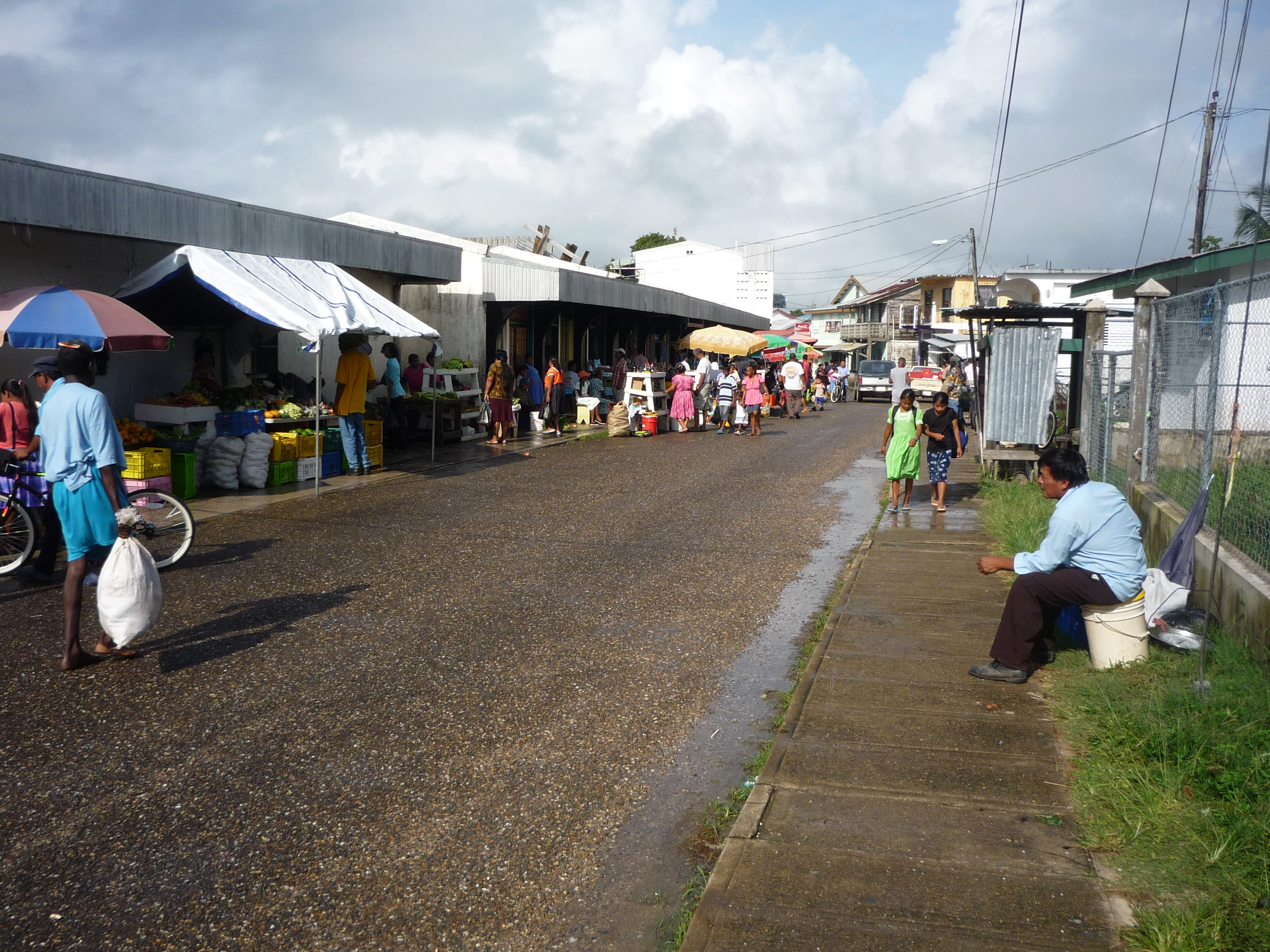
Punta Gorda town market
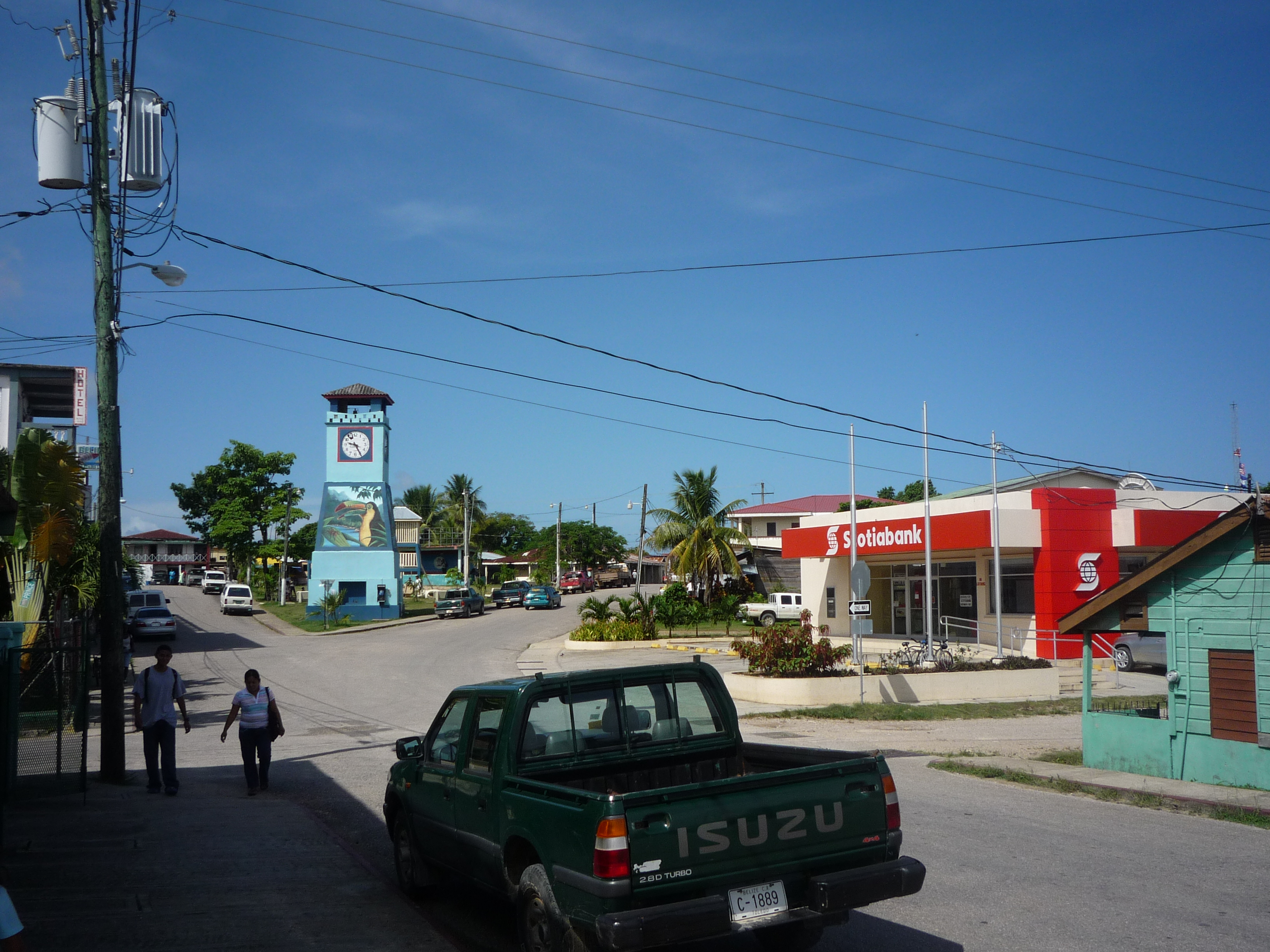
Punta Gorda Town Square